# キルギス地震
キルギス地震 (英語: Kyrgyztan earthquake) は、2011年7月20日午前1時35分 (現地時間) 、ウズベキスタン、キルギス、タジキスタンに囲まれたフェルガナ盆地を中心に発生した、Mw6.1の地震である。震央はUSGSによるとキルギス領内。7月20日、ウズベキスタンで13人の死亡が確認され、86人が軽傷、35人が重傷を負った。タジキスタンのホジェンドでは、地震でパニックに陥った男性が窓から飛び降りて死亡する事案が発生した。キルギスでは地震当日の7月20日に被害状況を知らせる報告はなかった。この地震に先行して、7月19日9時22分 (UTC)にタジキスタンのドゥシャンベでMw4.6の前震が起きていた。

## 地震
地震の震源は地下17.8kmである。地震は約40秒続いた。

## 被害
7月20日、14人の死亡が確認され、90人が軽傷、35人が病院に運ばれた。フェルガナ州の多くの家屋が被害を受け、壁が倒壊するなどした。マルギランでは多数の家屋が倒壊した。住民の多くがパニックに陥り、通りへ走り出るなどした。また、地震によりがけ崩れが発生、バトケン-オシ間のハイウェイの道を塞ぎ通行止めとなった。また、フェルガナ市内のアパートの塀が倒壊した。少なくとも800戸の家屋が被害を受けた。Kadamzhai、Tulgone、Kyzyl-Bulun、Halmion、Ohne、Yargutane、Tamasといった地域では停電が発生した。ウズベキスタンのハムザの病院は大きな被害を受けた。